# Wo, bitte, geht’s zur Front?
Wo, bitte, geht’s zur Front? (Originaltitel: Which Way to the Front?) ist eine Militärgroteske über den Zweiten Weltkrieg aus dem Jahr 1970, in der Jerry Lewis das Militär und die Glorifizierung des Krieges der Lächerlichkeit preisgibt. Der Film wurde von Jerry Lewis produziert, welcher auch die Regie führte und die Hauptrolle übernahm.

## Handlung
Der US-Milliardär Brendan Byers III fühlt sich gelangweilt, er hat alles schon getan, alles gesehen, nichts kann ihn noch reizen. Als er sich 1943 zur Musterung für den Kriegsdienst einfinden muss, schöpft er Hoffnung, endlich wieder eine interessante Aufgabe zu finden. Doch er wird ausgemustert.
Zusammen mit drei anderen Männern, die ebenfalls für die US-Armee als untauglich gelten, seinem Chauffeur Lincoln und Sekretär Finkel, gründet er kurzerhand eine eigene Privatarmee. Da Byers einem deutschen Offizier in Italien erstaunlich ähnlich sieht, ist es sein Plan, Generalfeldmarschall Karl-Ernst Retterling zu entführen und an dessen Stelle zu treten, um den Rückzug der deutschen Truppen zu befehlen. Das Vorhaben gelingt unter abenteuerlichen Umständen, schließlich trifft Byers auf Adolf Hitler, um diesen mittels einer in einer Aktentasche verstecken Bombe zu beseitigen.

## Kritik
Das Lexikon des internationalen Films sah eine „gagreiche, nur am Anfang selbstironisch angelegte Komödie von und mit Jerry Lewis“. Howard Thompson machte in der New York Times aus, dass „die ziemlich originelle Idee durch ermüdende Wiederholungen der Gags zermahlen wird und das Tempo des Films dadurch abnimmt. Doch selbst die schwächsten und schlappsten Lewis-Komödien enthalten Momente großartiger Mimik, so auch hier.“

## Hintergrund
Der Film wurde von der Kritik verrissen und war finanziell ein Desaster. Lewis Projekt The Day the Clown Cried (1972), das auf Which Way to the Front? folgen sollte, blieb nicht zuletzt auch wegen dieses Misserfolges unaufgeführt. Erst acht Jahre später drehte Jerry Lewis wieder einen Film.
In einer kleinen Rolle als japanischer Gärtner und vermeintlicher Militärausbilder ist George Takei zu sehen, der als Darsteller des Hikaru Sulu in der Star-Trek-Fernsehserie Raumschiff Enterprise und den nachfolgenden Kinofilmen bekannt ist.